# Bob Plager
Robert Bryant „Bob“ Plager (* 11. März 1943 in Kirkland Lake, Ontario; † 24. März 2021 in St. Louis, Missouri) war ein kanadischer Eishockeyspieler, -trainer und -funktionär. Zwischen 1964 und 1978 bestritt der Verteidiger über 600 Partien für die New York Rangers und die St. Louis Blues in der National Hockey League (NHL). Den Großteil dieser Zeit verbrachte er in St. Louis, sodass die Blues seine Trikotnummer 5 nicht mehr vergeben. Auch nach seiner aktiven Karriere blieb er dem Franchise in verschiedenen Funktionen erhalten, wobei er unter anderem 1992 kurzzeitig als Cheftrainer fungierte. Seine Brüder Barclay und Bill Plager waren ebenfalls Eishockeyspieler.

## Karriere
Bob Plager folgte seinem älteren Bruder Barclay in vielerlei Hinsicht. Wie bei Barclay war es der Einsatz, der auch Bob auszeichnete. Als Söhne eines Schiedsrichterobmanns könnte man annehmen, die beiden spielten regelkonform, doch die Statistik zeigt anderes. Barclay hielt den Rekord für Strafminuten in der Ontario Hockey Association, doch in seiner Zeit bei den Guelph Royals übertraf Bob diesen Wert. Er spielte in einem Team mit Rod Gilbert und Jean Ratelle. Er schonte seine Gegenspieler nicht, und auch mit seinem Bruder ging er nicht zimperlich um. Als die beiden sich in einem Spiel gegenüberstanden, kam es zur Prügelei, die sich auch auf der Strafbank und im Kabinengang fortsetzte.
Seine Rechte für die National Hockey League lagen bei den New York Rangers, für die er in verschiedenen Farmteams spielte, darunter die St. Paul Rangers in der Central Professional Hockey League und die Vancouver Canucks in der Western Hockey League. In der Saison 1964/65 kam er zu seinem Debüt in der NHL. Auch in den folgenden beiden Spielzeiten ersetzte er immer wieder verletzte Spieler. Als die NHL zur Saison 1967/68 um sechs Teams erweitert wurde, wechselte er mit einigen Spielern im Austausch für Rod Seiling zu den St. Louis Blues. Als das Team einige Monate später auch Barcley verpflichtete, waren die Brüder erstmals vereint. Sie bildeten eines der härtesten Verteidigerpaare der Liga. Im Jahr darauf stieß mit Bill auch der dritte Bruder zum Team.
Seine Spielweise forderte auch ihren Tribut und so beendete er 1978 seine aktive Karriere. Er blieb den Blues aber treu und übernahm in den folgenden Jahren zahlreiche Aufgaben in der Organisation. Besonders erfolgreich war er als Trainer der Peoria Rivermen. Mit dem Farmteam der Blues gewann er 1991 den Turner Cup. Zu Beginn der Saison 1992/93 stand er für elf Spiele als Cheftrainer hinter der Bande der Blues.
Nachdem seine Rückennummer 5 bereits seit Jahren als geehrt galt und nicht vergeben wurde, wurde sie am 2. Februar 2017 offiziell gesperrt.
Plager starb am 24. März 2021 im Alter von 78 Jahren an den Folgen eines Autounfalls auf der Interstate 64 in St. Louis.

## Erfolge und Auszeichnungen
- 1991 Commissioner’s Trophy
- 1991 Turner-Cup-Gewinn mit den Peoria Rivermen
- 2017 Sperrung der Trikotnummer 5 durch die St. Louis Blues